# 무핑구
무핑구(한국어: 모평구, 중국어: 牟平区, 병음: Mùpíng Qū)는 중화인민공화국 산둥성 옌타이 시의 현급 행정구역이다. 넓이는 1589km2이고, 인구는 2007년 기준으로 470,000명이다.

## 행정 구역
3개 가도, 10개 진을 관할한다.
- 가도: 宁海街道 , 文化街道 , 养马岛街道
- 진: 观水镇 , 武宁镇 , 大窑镇 , 姜格庄镇 , 龙泉镇 , 玉林店镇 , 水道镇 , 莒格庄镇 , 高陵镇 , 王格庄镇